# Скули
Скули (пол. Skuły) — село в Польщі, у гміні Жаб'я Воля Ґродзиського повіту Мазовецького воєводства.
Населення — 244 особи (2011).
У 1975-1998 роках село належало до Скерневицького воєводства.

## Демографія
Демографічна структура станом на 31 березня 2011 року:
|          | Загалом | Допрацездатний вік | Працездатний вік | Постпрацездатний вік |
| -------- | ------- | ------------------ | ---------------- | -------------------- |
| Чоловіки | 127     | 22                 | 94               | 11                   |
| Жінки    | 117     | 19                 | 76               | 22                   |
| Разом    | 244     | 41                 | 170              | 33                   |